# Zinsoption
Die Zinsoption ist in der Wirtschaft eine Option, die als Basiswert zinstragende Finanzprodukte zum Inhalt hat und als Sicherungsgeschäft der Absicherung von Zinsänderungsrisiken dient.
Zinsänderungsrisiken gibt es sowohl bei Festzinsen, wenn der aktuelle Marktzins den vereinbarten Festzins über- oder unterschreitet als auch bei variablen Zinsen, weil bestimmte Zinsschwankungen für Wirtschaftssubjekte zu unkalkulierbaren Zinsrisiken führen. Diese Zinsrisiken bestehen darin, dass für Gläubiger oder Kreditgeber der Zinsertrag aus einem zinstragenden Finanzprodukt bei Zinssenkungen unter den kalkulierten Idealwert sinken könnte oder für Schuldner oder Kreditnehmer der Zinsaufwand bei Zinssteigerungen über den kalkulierten Idealwert steigen könnte.
Die Zinsoption ist das Recht, aber nicht die Verpflichtung des Optionsberechtigten, ein bestimmtes zinstragendes Finanzprodukt zu einem vereinbarten Ausübungspreis (englisch strike price oder englisch exercise price) bis zu einem festgelegten Fälligkeitsdatum (englisch expiration date) zu kaufen (Kaufoption) oder zu verkaufen (Verkaufsoption).

## Zinstragende Finanzprodukte
Basiswerte für Zinsoptionen können Anleihen, Bankguthaben (Sicht-, Termin- oder Spareinlagen), verzinsliche Forderungen, Kredite oder verzinsliche Verbindlichkeiten sein.  

## Arten
Man unterscheidet zwischen der kassageschäftsbezogenen und der termingeschäftsbezogenen Zinsoption:
- Kassageschäftsbezogene Zinsoption: Der Optionsberechtigte kann im Falle der Ausübung (englisch strike) vom Stillhalter die sofortige Durchführung des Basiswerts innerhalb von 14 Bankarbeitstagen verlangen. Je nach Art der Option darf der Optionsberechtigte die Lieferung des Basiswerts vom Stillhalter verlangen oder diesem den Basiswert andienen.
- Termingeschäftsbezogene Zinsoption: Sind an der Börse oder außerbörslich gehandelte Zinsterminkontrakte, bei denen die Frist für die Erfüllung des Optionsgeschäfts 14 Tage übersteigen muss. Beispiele sind Zinsfutures (Börse), Bondoptionen, Collars, Zinscaps und Zinsfloors oder Corridors (außerbörslich).

Während sämtliche kassageschäftsbezogenen Zinsoptionen börsenfähig sind, gibt es bei termingeschäftsbezogenen Zinsoptionen sowohl börsenfähige als auch nicht börsenfähige Arten. In Euro denominierte, börsengehandelte Zinsoptionen werden insbesondere an der Eurex notiert.